# Légendier lyonnais
Le Légendier lyonnais, aussi appelé les Légendes prosaïques, est un recueil de vies de saints daté de la seconde moitié du XIIIe siècle, écrit en ancien francoprovençal mâtiné d'ancien français par un auteur inconnu, probablement un ecclésiastique, manifestement adapté de recueils hagiographiques latins. Le dialecte employé par l'auteur suggère que celui-ci fut Lyonnais ou des environs de Lyon, d'où le qualificatif lyonnais pour désigner ce légendier.
Le Légendier lyonnais nous est parvenu dans un manuscrit unique, aujourd'hui conservé à la BnF où il est inventorié comme Français 818. Le corpus se présente en deux parties, la première comprenant 13 légendes hagiographiques, et la seconde en comprenant 19. Le manuscrit renferme en outre en ouverture un long poème sur la vie de la Vierge Marie appelé Miracles de Notre-Dame.
Le Légendier lyonnais est aujourd'hui consultable sur internet grâce à sa numérisation sur le site Gallica (voir ci-dessous). Il a en outre fait l'objet de deux publications modernes, l'une par Adolf Mussafia et Theodor Gartner en 1895 sous le titre Altfranzösische Prosalegenden et la seconde par Helmut Stimm en 1955 sous le titre Helmut Stimm, Altfrankoprovenzalische Übersetzungen hagiographischer lateinischer Texte aus der Handschrift der Pariser Nationalbibliothek fr. 818. 